# Chioccia con i pulcini
La Chioccia con i pulcini è un'opera di oreficeria longobarda risalente al V o al VI secolo. È conservata nel Museo del tesoro del duomo di Monza.

## Opera
L'opera, raffigurante una gallina e sette pulcini intenti a beccare, è in argento dorato, rubini e zaffiri. La chioccia, molto probabilmente più antica del resto della composizione, fu lavorata a sbalzo mentre i pulcini, più recenti, furono ottenuti per fusione. L'occhio sinistro della chioccia è costituito da una gemma romana del I secolo a.C. con la figura di un guerriero.

## Origine
La tradizione vuole che questo lavoro di oreficeria appartenesse alla regina Teodolinda, che fosse stato rinvenuto nella sua primitiva sepoltura e che presso i Bavari, popolazione germanica dell'odierna Baviera da cui Teodolinda proveniva, questo soggetto fosse considerato il simbolo del rinascere della vita.
L'immagine della chioccia è anche scolpita sulla lunetta del portale del Duomo monzese.